# Natália Falavigna
Natália Falavigna (n. 9 mai 1984, Maringá, Paraná, Brazilia) este o sportivă ce a reprezentat Brazilia, medaliată olimpică. A participat la 3 ediții ale Jocurilor Olimpice (2004, 2008, 2012) în care a câștigat o medalie de bronz.